# Aubrey Burl
Aubrey Burl (24 settembre 1926 – 8 aprile 2020) è stato un archeologo britannico conosciuto per i suoi studi sui monumenti megalitici e sulla natura dei rituali preistorici associati ad essi.
I suoi libri includono Stone Circles of the Britain, Ireland and Brittany ("I cerchi di pietra della Gran Bretagna, Irlanda e Bretagna"), pubblicato nel 2000 e The Stonehenge People ("gli abitanti di Stonehenge") del 1987. Scrisse inoltre una biografia del poeta latino Catullo.
Burl esplorò i ruoli astronomici di molti monumenti megalitici ma fu molto prudente a non abbracciare le più ardite teorie degli archeoastronomi.
Personalmente Burl non credeva che Stonehenge fosse stato costruito trasportando a mano le "pietre blu" (rocce basaltiche che assumono una colorazione bluastra quando vengono bagnate o appena vengono spezzate) dalle Preseli Hills nel Galles occidentale fino alla pianura di Salisbury. Invece riteneva che tali pietre fossero state lasciate in tale pianura dai ghiacciai e poi gli antichi costruttori le avessero utilizzate senza dover effettuare lunghi spostamenti.

Altri però sostengono che analizzando la firma chimica delle "pietre blu" usate risulta che esse sono solo quelle delle colline Perselli e quindi non possono provenire da altri luoghi. Un altro argomento a discapito della sua teoria è che non è conosciuto nessun corso abbastanza lungo di un ghiacciaio che all'epoca avrebbe potuto trasportare delle pietre dalle colline alla pianura di Salisbury dove Stonehenge è stata costruita.